# Социализация
Социализа́ция — процесс интеграции человека в социальную систему, вхождение в социальную среду через овладение её социальными нормами, правилами и ценностями, знаниями, навыками, привычками, позволяющими ему успешно функционировать в обществе.
Социализация — это процесс адаптации индивида к окружающему миру. Родившись, человек сможет жить в человеческом обществе лишь при том условии, если сумеет адаптироваться — приспособиться к нему. Процесс адаптации бывает очень сложным и у разных людей проходит по-разному. Но, в конце концов, каждый человек приспосабливается к той социальной среде, в которой растёт. Социализация важна и обязательна в современном обществе.

## Типы социализации
Социализация — это процесс получения человеческим индивидом навыков, необходимых для полноценной жизни в обществе. Человек как существо биосоциальное нуждается в процессе социализации. Первоначально социализация индивида обычно происходит в семье, а уже потом вне её.

### Первичная социализация
Первичная социализация продолжается от рождения ребёнка до формирования зрелой личности. Первичная социализация очень важна для личности, так как она является основой для всего остального процесса социализации. Наибольшее значение в первичной социализации имеет семья, откуда ребёнок и черпает представления об обществе, о его ценностях и нормах. Первичной социализирующей общностью может быть и не только семья, а друзья, учителя и соученики в школе. Первичная социализация завершается с закреплением самоидентификации и обретением личностью всей полноты прав и обязанностей (политических, юридических и других): с началом трудовой деятельности и/или началом самостоятельной семейной жизни и/или приобретением статуса «родителя».
В традиционном обществе завершение социализации имело четко определенную границу, например, через прохождение обрядов инициации, а разные составляющих процесса социализации (трудовой, хозяйственный, семейный и т. д.) совпадали по времени или хотя бы зависели друг от друга. В индустриальном и постиндустриальном обществе составляющие социализации в той или иной мере автономизируются друг от друга, что ведет к нарастанию их несинхронности во времени.

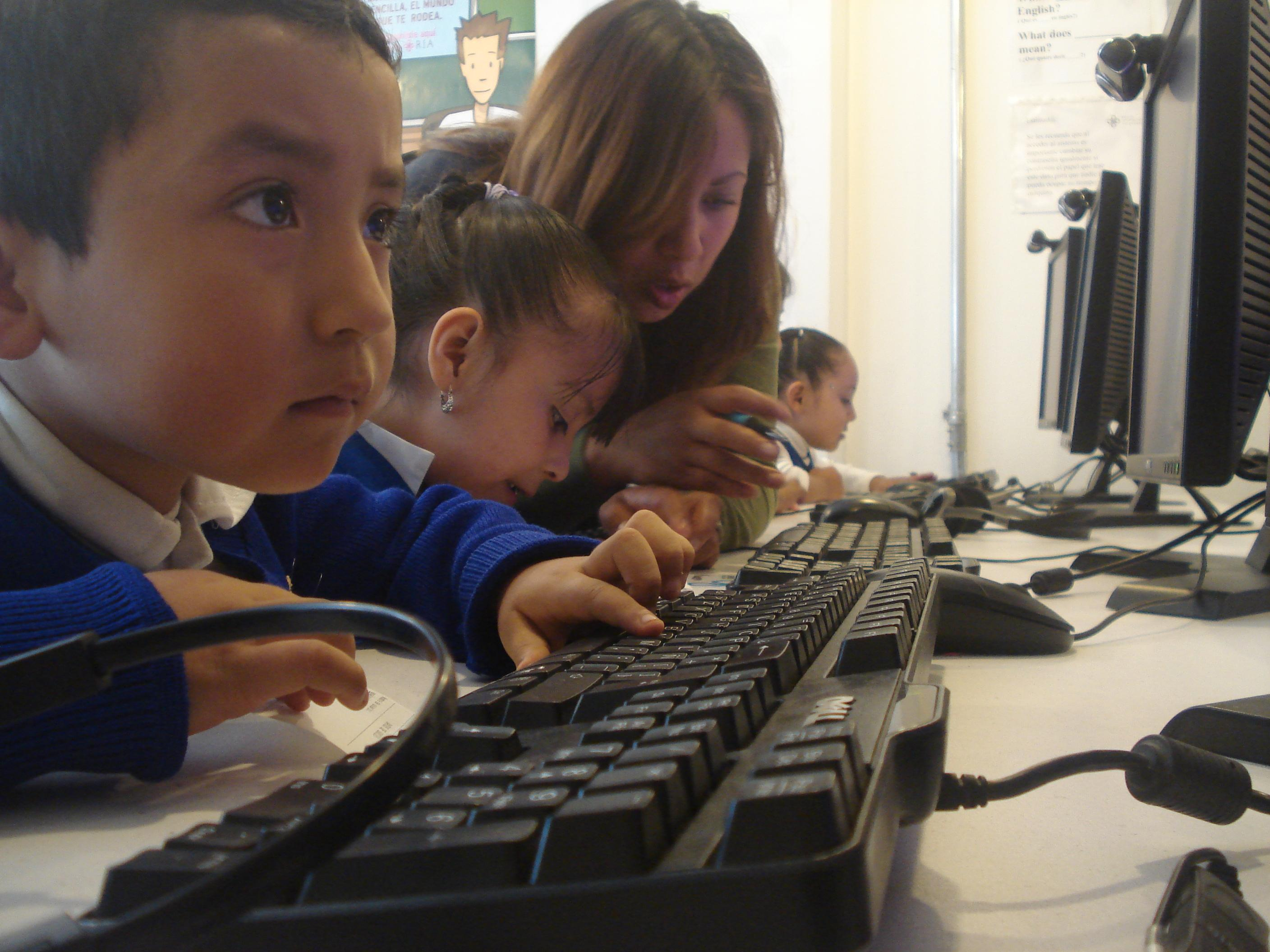
Школа

На этапе школьного обучения первичная социализация проходит в соответствии с новыми для ребенка правилами и в новой для него обстановке. На этом этапе индивид приобщается уже не к малой группе, а к большой.

### Ресоциализация
Ресоциализация, или вторичная социализация, — это процесс устранения сложившихся ранее моделей поведения и рефлексов и приобретения новых. В этом процессе человек переживает резкий разрыв со своим прошлым, а также чувствует необходимость изучать и подвергаться воздействию ценностей, радикально отличающихся от сложившихся до этого. При этом изменения, происходящие в процессе вторичной социализации, меньше, чем те, которые происходят в процессе первичной. Ресоциализация происходит в течение всей жизни человека.

### Групповая социализация
Групповая социализация — это социализация внутри конкретной социальной группы. Так, подросток, проводящий больше времени со своими сверстниками, а не с родителями, эффективнее перенимает нормы поведения, присущие для группы его ровесников.

### Гендерная социализация
Теория о гендерной социализации утверждает, что важной составной частью социализации является изучение роли мужчины и женщины. Гендерная социализация — это процесс усвоения знаний и навыков, необходимых для конкретного пола. Проще говоря, мальчики учатся быть мальчиками, и девочки учатся быть девочками.

### Организационная социализация

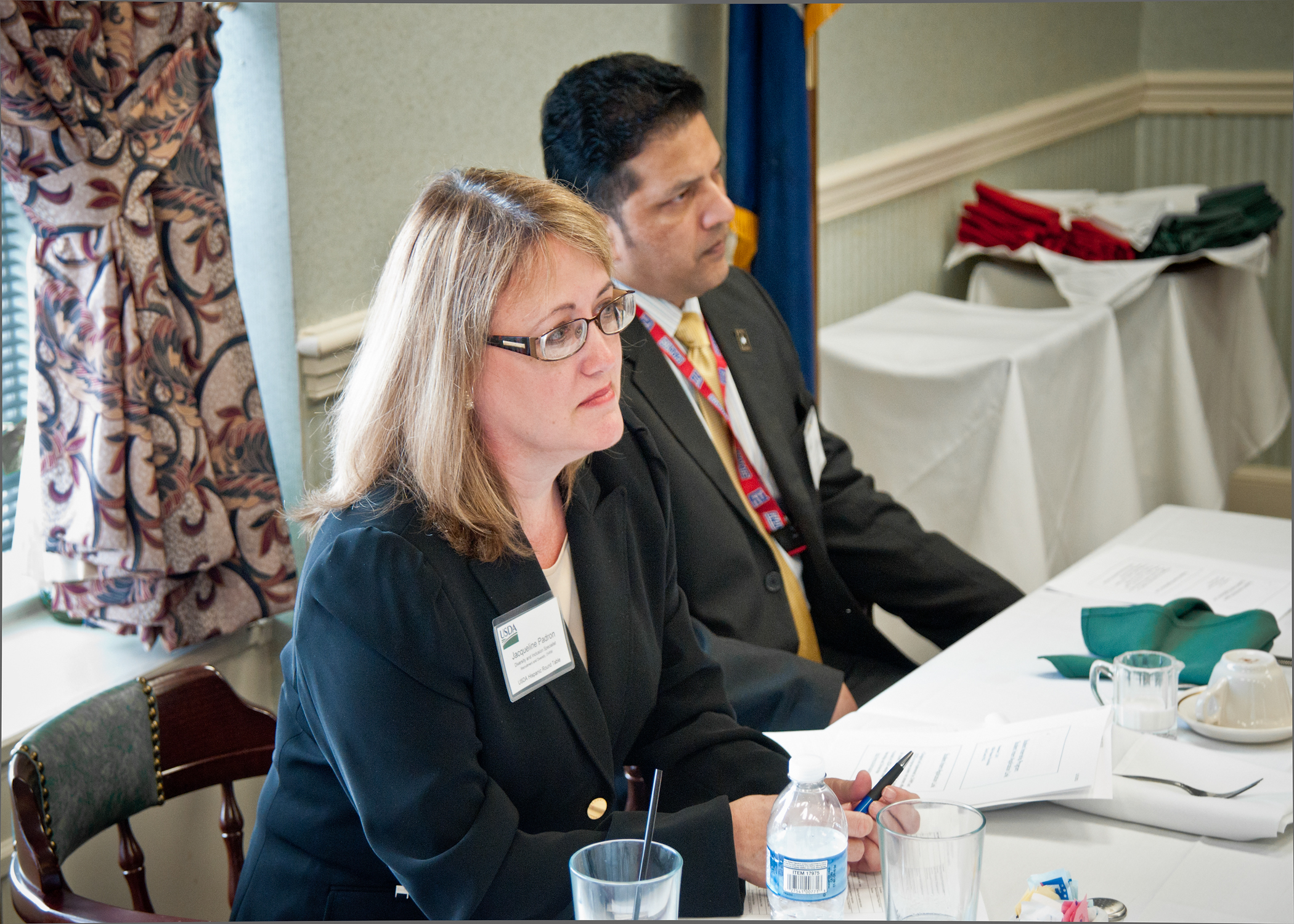
Работа

Организационная социализация — это процесс приобретения человеком навыков и знаний, необходимых для выполнения своей организационной роли. Проходя через этот процесс, «новички» узнают об истории организации, в которой работают, о её ценностях, нормах поведения, жаргоне, знакомятся со своими новыми коллегами и узнают об особенностях их работы.

### Досрочная социализация
Досрочная социализация представляет собой «репетицию» будущих социальных отношений, не соответствующих текущему уровню физического, психологического и социального развития (например — игра девочек в дочки-матери).

## Социальные институты
Главными социальными институтами являются:
- Семья: семья — самый важный агент социализации, поскольку она является центром жизни ребёнка, так как дети полностью зависят от опекунов. Не всегда социализация является индивидуальной, в значительной степени она зависит от окружающих. Наиболее глубокий эффект от гендерной социализации; тем не менее, семья также берёт на свои плечи задачи обучения детей, формирование их культурных ценностей и отношения к себе и другим. Дети постоянно учатся у окружающей среды, перенимая стереотипы поведения взрослых. Детям также становится известно о существовании социальных классов в очень раннем возрасте и соответственно они формируют определённое отношение к каждому из них.[8]
- Группа по интересам[англ.]: группой сверстников является социальная группа, члены которой обладают общими интересами, социальным положением, возрастом. Влияние группы сверстников, как правило, достигает пика в подростковом периоде, однако группы сверстников как правило, затрагивают только краткосрочные интересы в отличие от семьи, которая имеет долгосрочное влияние.[9]
- Образование: обучение может быть как социальным, так и не социальным[10]. Рассмотрим пример, ребёнок учится около пчёл. Если ребёнку не с кем играть и изучать мир, он, увидев пчелу, может прикоснуться к ней из любопытства. Если пчела ужалила ребёнка, он узнаёт, что прикосновение к пчёлам связано с болью. Это не социальное обучение, так как данный опыт был приобретён, когда никого вокруг не было. В противоположность этому, ребёнок может извлечь выгоду из социального обучения, узнав новое о пчёлах. Если ребёнок бы находился рядом с мамой, папой или кем-либо ещё, любознательность ребёнка к пчёлам могла быть опосредована каким-либо социальным вмешательством. Может быть, тётя Эмми, увидев, что ребёнок тянется к пчеле, просто укажет тому рукой в другом направлении, говоря: «Посмотри на эту красивую бабочку». Может быть, дядя Эд сказал бы: «Не прикасайся к пчеле, потому что это может навредить тебе и заставить плакать». Может быть, мама сказала бы: «Дорогой, держись подальше от пчёл, потому что они жалят». Есть множество различных способов, которыми люди могут взаимодействовать с ребёнком, чтобы помочь ему научиться избавляться от проблем, которых можно избежать. Все из представленных социальных мероприятий позволяют ребёнку извлечь выгоду из социального обучения, хотя некоторые из этих социальных мер могут быть более поучительными и полезными, чем другие[10].
- Экономическая система: социализацией в рамках экономической системы является процесс изучения последствий экономических решений. Данная форма социализации влияет на решения, касающиеся «приемлемых альтернатив для потребления», на «социальные ценности альтернатив потребления», «доминирующих ценностей среди истеблишмента» и «характера участия в потреблении».[11] К сожалению, тот же самый термин, социализация, в этом контексте используется для описания противопоставленных явлений: растущей централизации и взаимозависимости капиталистического общества под контролем элиты; а также возможность демократического, снизу вверх контроля со стороны большинства. Таким образом, «социализация» описывает два совершенно разных способа, в которых общество может стать более социальным: при капитализме, есть тенденция к растущей централизации и планированию, которая в конечном счёте имеют глобальный характер, но ранжируется сверху вниз; при социализме, этот процесс подвергается демократическому контролю людей более низких социальных ступеней и их общин.[12]
- Язык: люди обучаются различным формам и языкам общения в зависимости от конкретного языка и культуры, в которых они живут[13][14][15][16]. Примером чего является переключение кода идентичности. В частности, когда дети иммигрантов учатся языку и социальным правилам, которые нужны для адаптации в специфической среде, например: языку применяемому в домашних условиях, так и в группах сверстников (в основном в образовательных учреждениях).[17] В зависимости от языка и ситуации в любой момент времени, люди начинают общаться по-другому.[18]
- Религия: агенты социализации в разной форме закладываются через религиозные традиции. Некоторые исследования показывают, что религия как и этнические и культурные традиционалистские ценности, уменьшают потенциал для социальной мобильности личности, препятствуя её адаптации, соответственно и её способности быть более социализированной в другой обстановке. Родительское религиозное участие является наиболее влиятельной частью религиозной социализации, в большей степени, чем религиозность сверстников или религиозные убеждения как таковые.[19]
- СМИ: средства массовой информации являются средством для доставки обезличенных сообщений, направленных на широкую аудиторию. Термин Media происходит от латинского слова, «средний», считается, что основной функцией медия является объединение людей. Поскольку средства массовой информации имеет огромное влияние на наши отношения и поведение, особенно на проявление агрессии, они вносят очень существенный вклад в процесс социализации.[20] Некоторые социологи и теоретики культуры рассматривают власть массовых коммуникации в качестве социализирующего инструмента. Денис Маквейл[англ.] так аргументирует этот тезис:«…СМИ могут научить нормам и ценностям путём символического вознаграждения и наказания за различные виды поведения, которые представлены в обзорах средств массовой информации. Альтернативной точкой зрения является то, что речь скорее об учебном процессе, как таковом, посредством которого мы все учимся, как вести себя в определённых ситуациях и чего следует ожидать при столкновении с определённой социальной ролью или статусом в обществе.» — McQuail 2005: 494.
- Правовая система: дети подвергаются давлению со стороны обоих родителей, учителей, сверстников, требующих от них соответствовать и подчиняться определённым законам или нормам группы / сообщества. Отношение родителей к правовой системе влияет на мнение детей относительно того, что является юридически приемлемым.[21] Например, дети, чьи родители постоянно находятся в тюрьме, испытывают меньше страха перед уголовно-правовым наказанием.
- Пенитенциарная система: учреждения исполнения наказаний действуют в качестве агента социализации, как для заключённых так и для охранников. Тюрьма представляет собой отдельную среду сильно отличающуюся от нормального общества; заключённые, как и охранники формируют свои обособленные общины и создают свои собственные социальные нормы. Охранники служат в качестве «агентов социального контроля», тем самым поддерживая дисциплину и обеспечивая безопасность.[22] С точки зрения заключённых, подобные учреждения воспринимаются, как подавляющие и властные, вызывая у них чувства неповиновения и презрения к охранникам.[22] Из-за изменения своей социальной роли в обществе, заключённые испытывают одиночество, отсутствие эмоциональных отношений, уменьшение идентичности и «отсутствие безопасности и автономии».[23] Обе социальные группы, как заключённые, так и охранники, испытывают нервное напряжение, из-за страха и необходимости постоянной бдительности, что создаёт непростую атмосферу внутри подобных учреждений.[22]

## Неклассические теории социализации
В современной социологии появился целый ряд теорий, критикующих и дополняющих классический подход к определению социализации, её форм и способов.
Одна группа теорий относится к концепции взаимодействия общества и человека в противовес классической концепции воздействия общества на человека.
Так, теория закрепления говорит о том, что индивид в процессе социализации не просто усваивает некоторый комплекс норм, а оценивает выгоды от их соблюдения, выявляет, какое поведение наиболее предпочтительно в той или иной социальной группе и только после этого в его поведении закрепляются определённые наиболее выгодные паттерны.
В рамках символического интеракционизма социализация понимается как процесс, продолжающийся всю жизнь человека. Она происходит путём анализа им своего опыта взаимодействий в обществе, в результате которого он обнаруживает наиболее предпочтительные варианты поведения.
Теория перехода говорит о том, что конечным результатом социализации является внутриличностный переход человека в новые условия. Он происходит после разрешения внутреннего конфликта, возникающего в процессе усвоения новых норм в пределах новой социальной группы.
Социальная поддержка помогает бороться со стрессом (повышается стрессоустойчивость).

## Психические расстройства и социализация
Психическое расстройство может существенно затруднять самостоятельный контроль поведения, трудоустройство (в частности — из-за ограничений на возможность получения водительских прав и управление транспортом) и социализацию в целом, в тяжелых случаях — приводить к ограниченной дееспособности и вменяемости, делая самостоятельное принятие юридически значимых решений невозможным.
Лечение психических расстройств является важным условием для социализации и жизни в обществе. Такие расстройства, как депрессия, СДВГ, биполярное расстройство, тревожное расстройство и т. д., поддаются полному или частичному лечению. Другие же расстройства, такие как шизофрения, шизоидность, шизотипическое расстройство личности, нарциссизм, антисоциальное расстройство личности, старческое слабоумие и т. д., значительно хуже поддаются лечению.

## Наркотики и социализация
Потребление наркотиков может представлять серьёзную опасность для социализации через высокий риск попадания в психологическую и физическую зависимость от наркотика, разрушающе действующую на личность. К тому же потребление большинства наркотиков является нарушением закона.
Страдающие от наркомании часто идут на преступления ради дозы наркотиков, не задумываясь о последствиях своих действий. Среди наркоманов распространены кражи, мошенничество, занятия проституцией, они сами втягиваются в торговлю наркотиками. У наркозависимых происходит деградация личности и моральной составляющей, теряется инстинкт самосохранения.
Эффективное лечение наркозависмиости возможно только при осознанном добровольном отказе пациента от употребления психоактивного вещества и требует длительного поддерживающего лечения. Эффективность реабилитационных мероприятий в отношении лиц с химическими зависимостями невысока; по РФ, по некоторым данным, она не превышает 7—15 % годовых ремиссий.